# Willem Jacob Luyten
Willem Jacob Luyten, nizozemsko-ameriški astronom, * 7. marec 1899, Semarang, Java, Nizozemska vzhodna Indija (sedaj Indonezija), † 21. november 1994, Minneapolis, Minnesota, ZDA.

## Življenje in delo
Luyten je doktoriral na Univerzi v Leidnu pod Hertzsprungovim mentorstvom. Leta 1921 je odšel v ZDA, kjer je najprej deloval na Lickovem observatoriju.
Raziskoval je lastna gibanja zvezd in je odkril veliko belih pritlikavk. Odkril je tudi nekaj Soncu najbližjih zvezd, med njimi Luytenovo zvezdo in dvojni sistem Luyten 726-8 v Kitu z zelo velikim lastnim gibanjem. V sistemu so kmalu prepoznali bliščno zvezdo UV Kita (UV Ceti).

## Priznanja

### Poimenovanja
Po njem se imenuje asteroid glavnega pasu 1964 Luyten.